# Hírlapbélyeg
A hírlapbélyeg vagy újságbélyeg olyan postabélyeg, amit újságok, folyóiratok kedvezményes bérmentesítésére használtak.

## Felhasználása
A hírlapbélyegeket - nem keverendők a hírlapilleték-bélyegekkel - kizárólag az újságok kiadói használhatták kedvezményes bérmentesítésre folyóiratok küldésekor. Lényegében tehát az újságbélyegek is postabélyegek, de csak egy bizonyos céllal lehetett őket felhasználni. Érvénytelenítésük általában a célállomáson történt, kivéve esetleg a nagyobb egységben feladott tételek esetében.

## A magyarországi hírlapbélyegek
Osztrák posta Magyarországon (OPM időszak): 4 kiadás
1851. Merkur-fejes bélyegek  Címletek: 0,6 kr-os (kék); 6 kr-os (sárga); 30 kr-os (rózsaszín)

1858. Hírlapbélyeg dombornyomással. Névérték: 1,05 kr (I. típus:kék és II. típus: lila színben)

1861. Hírlapbélyeg dombornyomással. Névérték 1,05 kr

1863. Hírlapbélyeg dombornyomással. Névérték: 1,05 kr

Önálló magyar postaigazgatás 1867. május 1-jétől

1867. Merkur fejes hírlapbélyeg Névérték: 1 kr (Magyarországon csak az I. típusú, durva nyomású bélyegek kerültek forgalomba!)

1871. Kőnyomatos hírlapbélyeg

1871. Könyvnyomatos hírlapbélyeg (helytelenül "réznyomatos")

1874-től Krajcáros hírlapbélyegek (4 kiadás - azonos rajzzal, de eltérő vízjelű papírra) Forgalomban voltak 1900. szeptember 30-ig

1874. Vízjel nélkül

1881. I. vízjel

1898. II. vízjelh

1899. III. vízjel
Turulos hírlapbélyegek 1900. január 1-jétől 1922. július 31-ig

Több kiadás először narancssárga (névérték: 2 fillér), majd kék (névérték 10 fill.) és lila (névérték 20 fill.)

1900. narancssárga - III. vízjel
1904. narancssárga - IV. vízjel
1908. narancssárga - V. vízjel
1909. narancssárga - VI. vízjel
1913. narancssárga - VII. vízjel
1920. kék - VII. vízjel
1922. lila - VII. vízjel
Magyarországon 1851-ben használtak először hírlapbélyegeket, amikor Magyarország Ausztria egyik tartománya volt, nem létezett önálló magyar posta, így az első nálunk használt újságbélyegek osztrák bélyegek voltak. A kiegyezés lehetővé tette a Magyar Posta önállósulását és ezzel magyar bélyegek kiadását. 1867-ben azonban egy igen furcsa helyzet állt elő, hiszen a Magyar Posta által osztrák nyomdából rendelt levél- és hírlapbélyegek Ausztriában is forgalomba kerültek. Mai napig is vita folyik arról, hogy ezek tekinthetőek-e az első magyar bélyegeknek, bár egyre többen egyetértenek abban, hogy igen. Végül is az Állami Nyomdában 1871-re álltak elő a feltételek, hogy megindulhasson a bélyegek gyártása, a párhuzamosan használt újságbélyegeket kivonták a forgalomból - Ausztriában azonban továbbra is forgalomban maradtak. 1900-tól a hírlapkézbesítés gyorsítása érdekében - hogy a postáknak ne kelljen az újságbélyegeket külön-külön lebélyegezni -, lehetővé tették a hírlapbélyegek előértéktelenítését a kiadók részére, ami azt jelentette, hogy a bélyegzést a kiadók végezték el. A csalás elkerülése érdekében a pecséten szerepelt a dátum. A Budapesti Hírlap és a Pesti Hírlap nyomdai előértéktelenítést is használt, azaz az értéktelenítő nyomat a nyomdában került rá a teljes ívekre. Magyarországon az utolsó hírlapbélyeg 1922-ben jelent meg, és még ebben az évben meg is szűnt a használatuk.

## Hírlapbélyegek gyűjtése
Magyarországon hagyományosan az újságbélyegek fogazat nélkül, könyvnyomással - magasnyomással - jelentek meg kivéve az 1871-es kőnyomású kiadást, ami - hasonlóan az akkor megjelent levélbélyegekhez - kényszerűségből készültek úgy, hiszen ezek voltak az Állami Nyomda első bélyegei.
Miután az összes hírlapbélyeg vágott, fontos minőségi szempont a bélyegeket határoló "szegély" megléte illetve annak nagysága. Ennek mérete kiadásonként változó (néhány mm volt a távolság a bélyegek között az ívben), de a képbe vágás a bélyeg értékét nagyon lecsökkenti.
Összefüggő bélyegek: egy újságpéldányt általában egy hírlapbélyeggel bérmentesítettek, összefüggő bélyegeket a több újság (köteg) küldésekor használtak, vagy ha az külföldre ment esetleg nagyon nehéz volt. Ezért egyes kiadásokból már az összefüggő pár is ritkaság (egy 1867-ig igaz, aztán a növekvő hírlapforgalom miatt az összefüggések egyre gyakoribbá válnak. Krajcáros és turulos bélyegekből már nem mondhatók különlegességnek sem...)
Címszalagok, teljes újságok: A hírlapbélyegeket a címzést is tartalmazó papírgyűrűre ragasztották, amibe az újságot (általában összehajtva) beledugták. Az illetéktelen olvasás miatt gyakran a bélyeg félig az újságra félig a címszalagra volt ragasztva - ezzel meggátolva a postai szállítás közbeni elolvasást. A címszagok általában az újság felnyitásakor megsemmisültek - ezért ép állapotban ritkák - teljes újságon természetesen még kevesebb maradt meg ezekből a bélyegekből.
A levelekkel ellentétben - amit gyakran eltettek borítékkal együtt, a hírlapokat olvasás után kidobták vagy eltüzelték, legfeljebb a hírlapbélyeget áztatták le.
Bélyegzések: a hírlapbélyegeket többnyire nem a feladás, hanem az érkezés helyén bélyegezték le. A nagyobb postahivatalokban erre a célra külön bélyegzőket használtak, így ezek csak hírlapbélyegeken találhatóak.